# Петко Абаджиев
Петко Абаджиев е български живописец.

## Биография
Роден е на 28 февруари 1913 г. в град Карлово. През 1942 г. завършва Художествената академия в София, в класа по „Живопис“ на Никола Ганушев.
Участва в общи художествени изложби. Организатор е на над 15 самостоятелни изложби в различни градове, включително в София и Будапеща (1966). Показва творби на международни изложби в Германия, Гърция, Китай, Полша, Русия, Турция, Унгария, Франция и Швеция.
От 1941 г. е член на Съюза на българските художници, като през 1952 г. е част от Управителния съвет на организацията.
Негови творби са притежание на Националната художествена галерия, Софийската градска художествена галерия, градски галерии в страната и частни колекции в България, Европа и САЩ.
През 1961 г. е награден с орден „Св. св. Кирил и Методи“, първа степен. Носител е също на ордените „Червено знаме на труда“ (1967) и „Народна република България“, втора степен (1973). Почетен гражданин е на Карлово.
Умира през 2004 г. Погребан е в Централните софийски гробища.

## Творчество
Абаджиев е пейзажист. В началото на художествената си кариера изобразява в картините си теми свързани с родния му град Карлово. В част от творбите му от този период се забелязва влияние от живописеца Никола Танев, близък приятел на карловеца. По-късните творби на Абаджиев са градски пейзажи от българските градове Балчик, Бургас, Варна, Видин и Пловдив. Обича да рисува мостове и крайбрежието на река Марица.